# 패트릭 도슨
패트릭 도슨(Patrick Dawson, 1905년 8월 18일 ~ 1989년 2월 9일)은 대한민국 독립 운동 공적을 인정받은 아일랜드 로마 가톨릭 사제 출신이다.
한국어 이름은 전도표(全道彪)인데 후일 1948년 2월 29일을 기하여 전솜(全솜)으로 한국어 이름을 개명(改名)키도 하였다.

## 생애

### 대한제국 조선 독립 운동
그는 영국 식민지 아일랜드 더니골(도네갈) 주 레터케니에서 원래 영국 스코틀랜드 지방 글래스고 출생인 아버지와 아일랜드 더블린 출생인 어머니 사이에서 출생하였으며 외가 쪽으로는 그의 외조모(外祖母)도 영국 런던에서 출생한 아일랜드 여성이었다. 친가 쪽에도 영국 의사 겸 의대 교수 앤서니 마이클 도슨이 패트릭 그한테 5촌 조카뻘이 되는 사람이었다.
그는 영국 식민지 아일랜드 더니골 주 레터케니에서 출생하였으며 지난날 한때 영국 스코틀랜드 지방 에든버러에서 잠시 유아기를 보낸 적이 있고 영국 잉글랜드 지방 런던과 아일랜드 더블린에서 잠시 유년기를 보낸 적이 있는 그는 1918년 성공회에서 이탈하고 가톨릭으로써 개종하여 세례를 받은 이후 1924년 아일랜드 시민권을 취득하였으며 1929년 로마 가톨릭 사제 서품 이후 1933년 일제 강점기 조선국을 첫 내방하여 전라남도 제주천주교회 사제로 재직하면서 1935년 2월 20일을 기하여 전도표(全道彪)라는 한국어 이름을 사용하였고 제주도 주민들에게 항일 의식을 고취하다가 1942년 5월 26일을 기하여 체포되었으며 1942년 10월 11일을 기하여 강원도 춘천지방법원에서 징역 5년형을 선고받고 복역 중 1945년 8월 15일 조선 광복이 되면서 석방되었다.

### 1945년 조선 광복 이후
1946년 5월에서 1959년 1월까지 한국독립당 국제외교행정특보위원 직을 지냈고 그 후 전라북도 전주 지방에서 가톨릭 사제 직을 봉직하였다. 미 군정 조선 시대 한국인 출신자들과 한국 관련 활동하는 해외 출신자들의 순 한글 이름을 허용하는 그 시절 미군정청 예하 규칙 일부 개편에 따라 1948년 2월 29일을 기하여 한국어 이름을 13년 여만에 전도표에서 전솜으로 개명하였다.
그 후 1959년 5월 20일을 기하여 대한민국을 떠나 스페인, 영국에서 가톨릭 사제 봉직하다가 이후 1962년 6월 15일을 기하여 아일랜드에 귀국하였으며 1989년 2월 9일, 아일랜드 더블린에서 선종하였다.

## 사후
대한민국 정부에서는 고인의 공훈을 기리고자 1999년 3월 1일을 기하여 대한민국 건국훈장 애국장을 추서하였다.